# Francesc Iglesias i Sala
Francesc Iglesias i Sala (Sant Joan de Vilatorrada, 17 de setembre de 1944) és un polític català, diputat al Parlament de Catalunya en la V i VI Legislatures.
Ha realitzat estudis de comerç. Militant de Convergència Democràtica de Catalunya des de 1979, fou elegit regidor de l'ajuntament de Sant Joan de Vilatorrada a les eleccions municipals espanyoles de 1979, i n'ha estat alcalde de 1987 a 1991, president del Consell Comarcal del Bages de 1987 a 1995 i regidor de Manresa per CiU a les eleccions municipals espanyoles de 1995.
Fou elegit diputat a les eleccions al Parlament de Catalunya de 1995 i 1999 dins les llistes de CiU, i ha estat membre de la Comissió d'Estudi sobre la Prevenció i l'Extinció dels Incendis Forestals. Va ser membre del consell d'administració de Caixa Catalunya.